# Izvir, Brežice
Izvir je naselje v Občini Brežice.